# Saint-Martin-du-Tartre
Saint-Martin-du-Tartre – miejscowość i gmina we Francji, w regionie Burgundia-Franche-Comté, w departamencie Saona i Loara.
Według danych na rok 1990 gminę zamieszkiwało 135 osób, a gęstość zaludnienia wynosiła 17 osób/km² (wśród 2044 gmin Burgundii Saint-Martin-du-Tartre plasuje się na 775. miejscu pod względem liczby ludności, natomiast pod względem powierzchni na miejscu 1051.).